# Natalia Valentin-Anderson
Natalia Valentin-Anderson (ur. 12 września 1989 w Caguas) – portorykańska siatkarka, reprezentantka kraju, grająca na pozycji rozgrywającej.

## Sukcesy klubowe
Mistrzostwo Portoryko:
- 2014
- 2013

Mistrzostwo Azerbejdżanu:
- 2016

Puchar Francji:
- 2019

Mistrzostwo Polski:
- 2020

## Sukcesy reprezentacyjne
Mistrzostwa Ameryki Północnej, Środkowej i Karaibów:
- 2021
- 2013, 2015

Puchar Panamerykański:
- 2016
- 2014, 2017

## Nagrody indywidualne
- 2021: Najlepsza rozgrywająca Mistrzostw Ameryki Północnej, Środkowej i Karaibów